# Plantă perenă

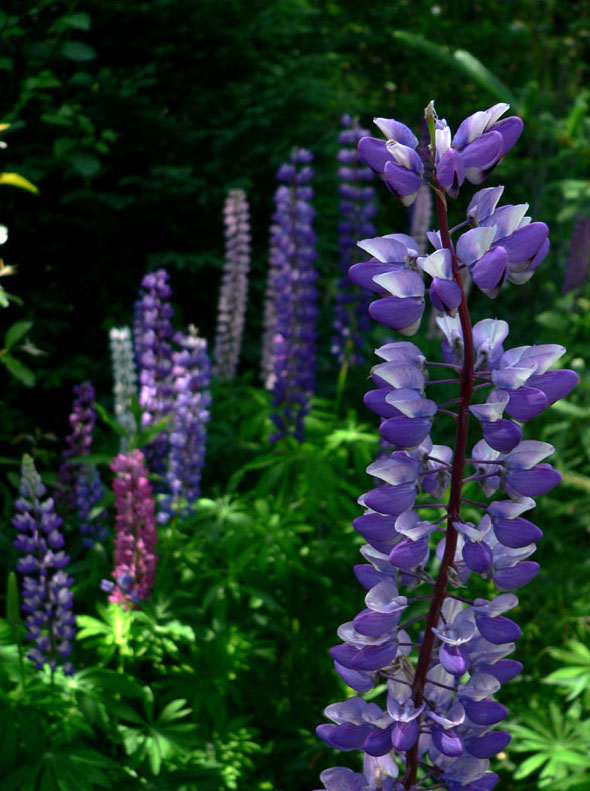
Lupinul este o plantă perenă

O plantă perenă este o plantă care trăiește mai mult de doi ani. Termenul este adesea folosit pentru a o diferenția de o plantă anuală sau bienală care au o viață mai scurtă.
Exemple: Dahlia, Kniphofia uvaria, Alcea, lupinul, mărul. 